# Museo de arte de Haifa
El Museo de arte de Haifa (en hebreo: מוזיאון חיפה לאמנות) es un museo establecido en 1951, localizado en un histórico edificio construido en 1930, en el poblado de Wadi Nisnas en el centro de la ciudad de Haifa en Israel; es el tercer museo más grande del país, se enfoca en el arte contemporáneo nacional e internacional, cuenta con una colección de 7,000 elementos donde la mayoría es arte contemporáneo israelí.

## Historia

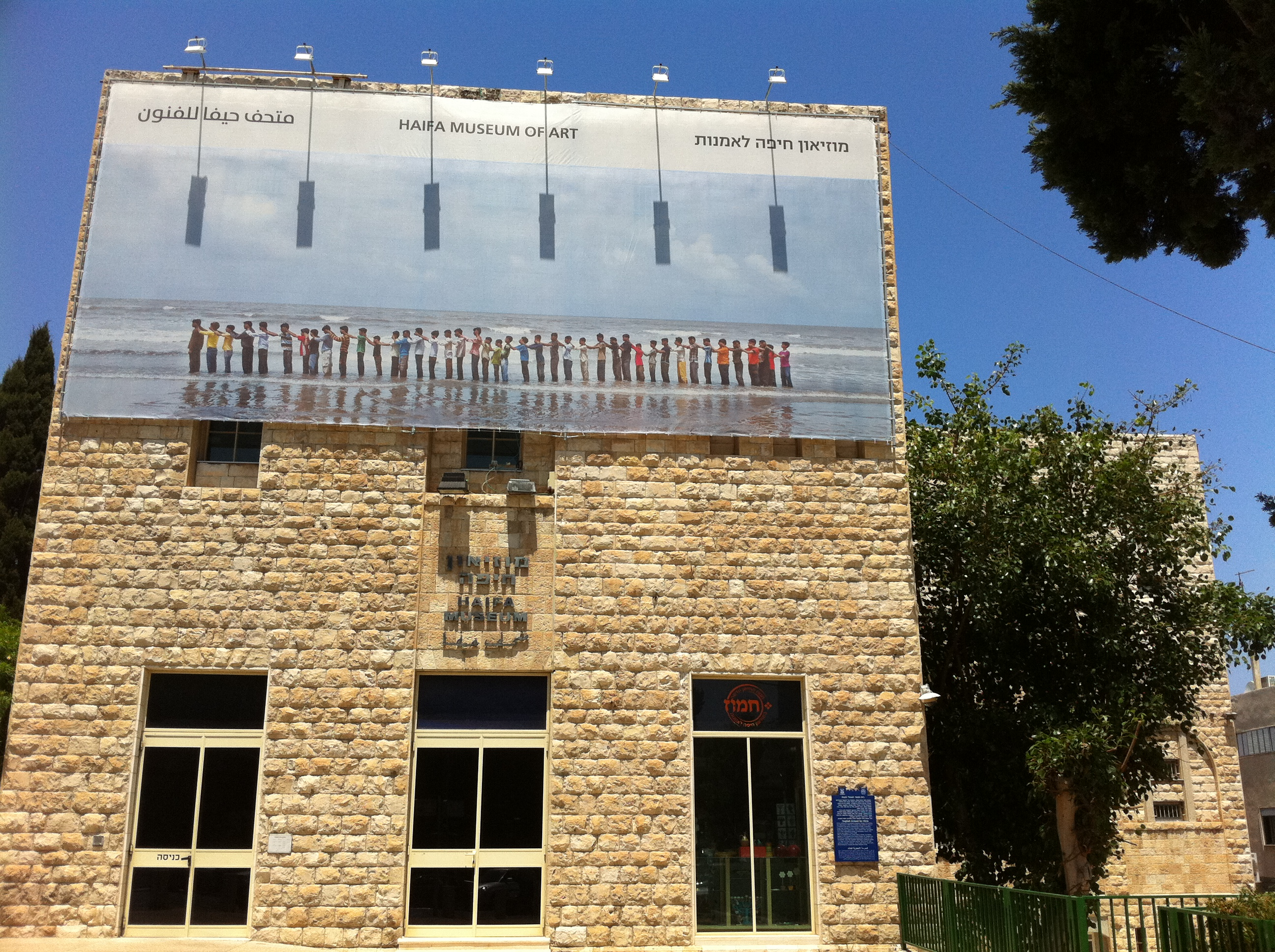
Museo de arte de Haifa, vista lateral del edificio.

El museo fue fundado en 1951 en Haifa para una exposición del artista Marc Chagall. En 1977 fue reubicado en su actual sede, en Wadi Nisnas. El edificio, construido en el siglo XX, fue inaugurado y utilizado como una escuela anglicana para niñas en 1930. Tras establecerse el Estado de Israel, el lugar sirvió como un centro de inmigrantes y en 1950 funcionó como escuela para niños. En el año 1978 el edificio fue extensamente remodelado y abierto como un museo municipal. La creación del museo en Haifa fue una obra con compromiso completo del Estado de Israel junto con los museos de Tel Aviv y el Museo de Jerusalén. Estas instituciones han crecido y alcanzado relevancia mundial en términos de colecciones, exposiciones, publicaciones y programas educacionales. Durante su vida muchas instituciones bajo el auspicio del museo han incluido obras como pinturas del Museo Mané Catz y el Museo de Historia de Haifa en Alemania; además, cuentan con contenido del Museo de la Prehistoria y el Museo Tikotin de arte japonés. El museo es un importante centro histórico en Haifa, donde conviven culturas locales y comunidades de judíos, musulmanes y cristianos.

## Colecciones y exhibiciones

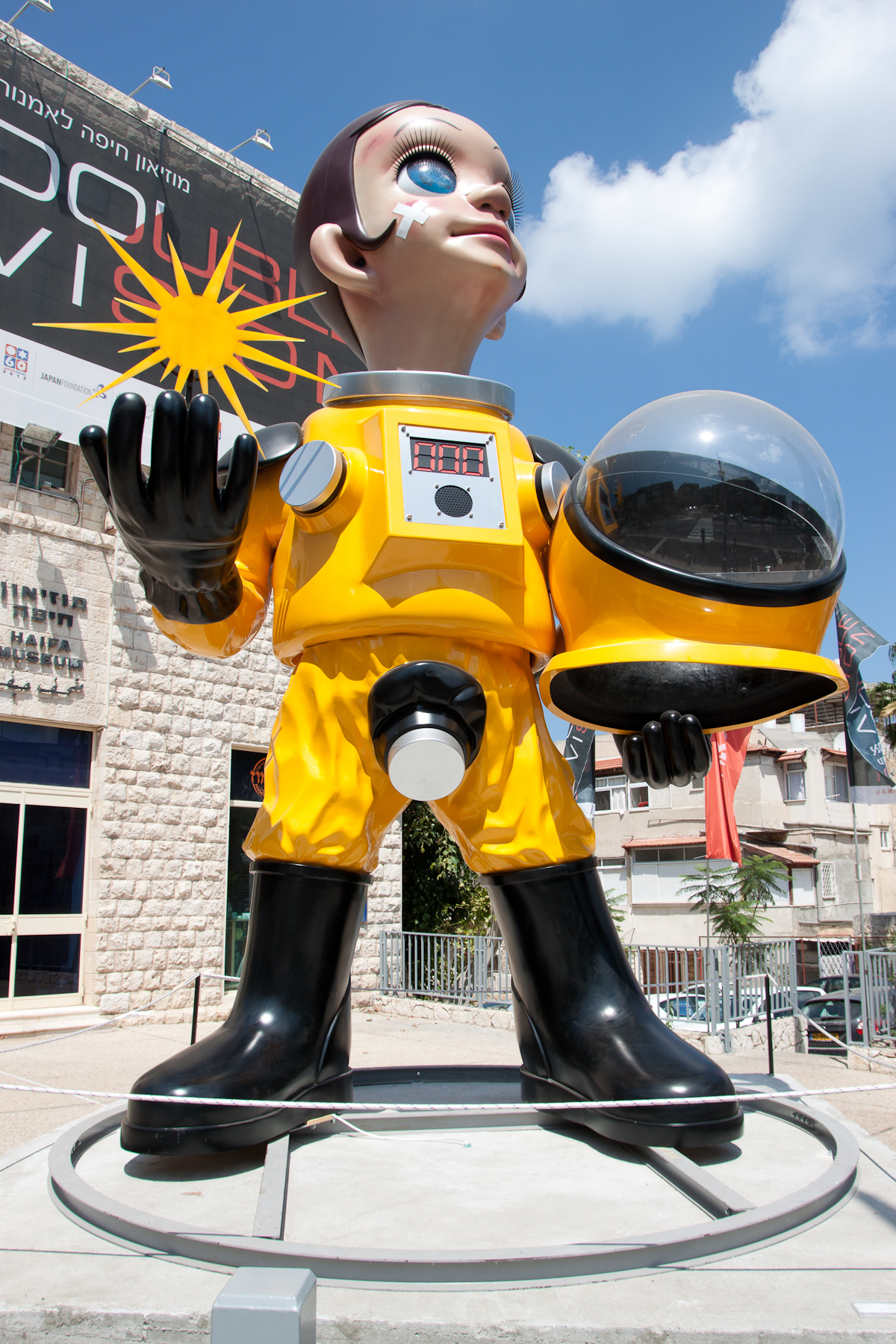
Escultura de Yanobe Sun Child en las afueras del museo.

El museo mantiene en exhibición colecciones permanentes de artistas como Joseph Zaritsky, Mordechai Ardon, Lea Nikel, Odilon Redon, Chana Orloff, Igor Zeiger y André Masson. Durante la exhibición temática Formally Speaking, la artista Maya Shimony creó un cuestionario que le ayudaría al museo a crear rutas personalizadas para diferente público, Shimony mencionó que «esta técnica ayuda a que los visitantes salgan del museo satisfechos y disfruten los recorridos».